# Нечаева, Елена Александровна
Еле́на Алекса́ндровна Неча́ева (14 июня 1979, Ленинград, СССР) — российская фехтовальщица, четырёхкратная чемпионка мира, шестикратная чемпионка Европы, победительница Универсиады. Заслуженный мастер спорта.

## Карьера
Первый тренер – В.В. Дьяченко. На Олимпийских играх 2004 года в фехтовании на саблях заняла 5-е место. На следующей Олимпиаде стала 17-й в индивидуальном зачёте и 5-й в командных соревнованиях вместе с Екатериной Дьяченко, Екатериной Федоркиной и Софьей Великой.
Одним из тренеров спортсменки была Вера Васильевна Кузнецова. 
Трёхкратная чемпионка мира в команде и чемпионка мира 2007 года в личном турнире. Пятикратная чемпионка Европы в команде и один раз, в 2001 году,  в личном первенстве. Победительница Универсиады 2005 в командной сабле.
После завершения спортивной карьеры работала советником мэра Лобни по спорту. Преподаватель физической культуры Пансиона воспитанниц Министерства обороны, кафедры физической подготовки Военно-космической академии имени А. Ф. Можайского, подполковник. Кандидат педагогических наук.

## Образование
Окончила СПбГУФК им. П. Ф. Лесгафта.